# Sachari Sotirow
Sachari Sotirow (bulgarisch Захари Сотиров; * 3. Januar 1973) ist ein ehemaliger bulgarischer Skispringer.
Sotirow gab am 16. Dezember 1989 sein Debüt im Skisprung-Weltcup und erreichte in Sapporo von der Normalschanze den 51. Platz. Am 14. Januar 1990 konnte er in Liberec mit einem 10. Platz erstmals und auch das einzige Mal in seiner Karriere Weltcup-Punkte gewinnen. Mit den sechs gewonnenen Punkte beendete er die Saison 1989/90 auf dem 48. Platz in der Weltcup-Gesamtwertung.
Bei den Olympischen Winterspielen 1992 in Albertville erreichte Sotirow von der Normalschanze den 56. und von der Großschanze den 55. Platz. Nach den Spielen bestritt er noch einmal zwei Weltcup-Springen in Sapporo, bevor er glücklos seine aktive Skisprungkarriere beendete.